# Charles Zoryez
Charles Mijael Zoryez Arbiza, noto semplicemente come Charles Zoryez (Fray Bentos, 27 gennaio 1988), è un ex calciatore uruguaiano, di ruolo difensore.

## Caratteristiche tecniche
Era un difensore centrale.

## Carriera
Cresciuto nel settore giovanile del Miramar Misiones, ha esordito in prima squadra nel 2009. Nel 2017 ha giocato per una stagione in Colombia, nella Categoría Primera B con la maglia dell'Olmedo.